# Ventrogluteale inspuiting
Ventrogluteaal inspuiten of injecteren is een van de mogelijke technieken voor intramusculaire injecties. Bij ventrogluteaal inspuiten wordt medicatie via een naald toegediend in het spierweefsel van de musculus glutaeus medius, de middelste bilspier. De techniek is al bekend sinds de jaren 50, maar ze wordt niet erg vaak gebruikt omdat een groot deel van de verpleegkundigen en artsen niet of niet voldoende vertrouwd zijn met de methode.

## Weinig toegepast
De ventrogluteale techniek is in de jaren 1950 ontwikkeld om een zenuwkwetsuur te vermijden die kan ontstaan bij een niet goed uitgevoerde injectie in de bil. Hoewel er weinig nadelen in de literatuur beschreven zijn, wordt de techniek maar weinig toegepast en in de meeste opleidingen niet aangeleerd. Er is ook verwarring geweest rond de benaming: men sprak vroeger over de anterior laterale benadering.
De enige gerapporteerde complicaties zijn schade aan de musculus tensor fasciae latae, een spiertje om de heup, en lokale reactie op medicatie.

### Plaatsbepaling

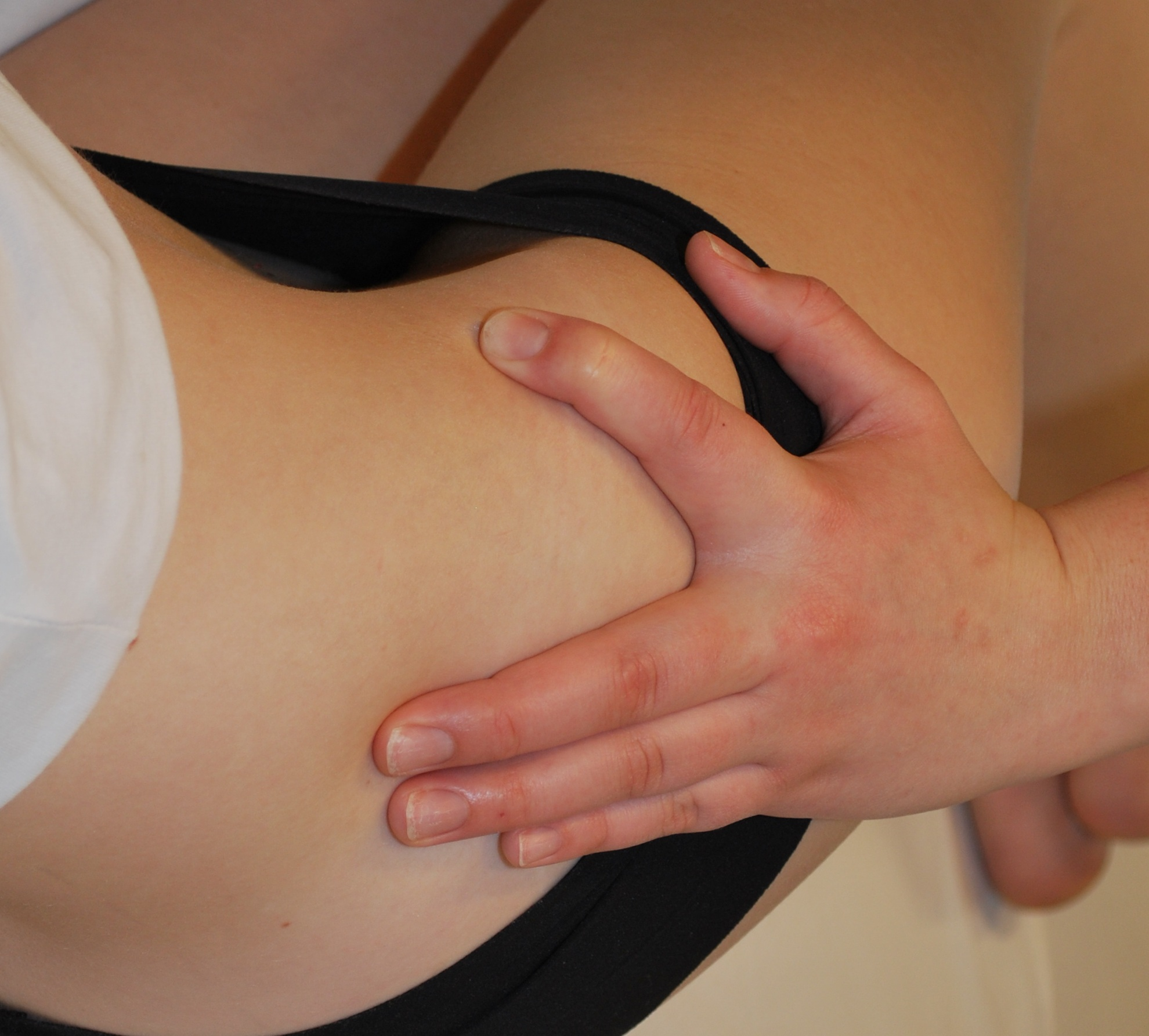
plaatsbepaling ventrogluteale techniek: foto

Plaats de tegengestelde handpalm (linkerhand voor rechterheup) op de grote femurtrochanter. Spreid wijsvinger van ringvinger. De wijsvinger wijst naar de SIAS, het bovenste botpunt van het bekken (darmbeen, of os ilium) aan de voorzijde. De ruimte gevormd tussen wijs- en middenvinger omsluit de inspuitingsplaats.

Bij deze methode prikt men de musculus glutaeus minimus en medius aan, ze overlappen elkaar.
(klik hier voor een schematische voorstelling van de plaatsbepaling, een afbeelding van sciencephoto.com)

### Eigenschappen
De techniek is geschikt voor toediening van grote hoeveelheden (tot 5 mL) viskeuze en potentieel irriterende geneesmiddelen.
| Voordelen                                                                                        | Nadelen |
| ------------------------------------------------------------------------------------------------ | --- |
| objectieve plaatsbepaling door beenderige oriëntatiepunten                                       | moeilijkere landmarking dan bij andere technieken                                                          |
| Makkelijke palpatie en lokalisatie                                                               | Onbekend terrein en kennistekort bij verpleegkundigen                                                      |
| Door overlapping van diepe structuren heeft men een grotere gluteale spierdikte om in te spuiten | Sommige bijsluiters melden dat een geneesmiddel specifiek in de dorsogluteale spier moet worden ingespoten |
| Subcutaan vet is dun en consistent                                                               | Bekkenkam is moeilijker te vinden bij patiënten met flink overgewicht                                      |
| Vrij van grote vaten en grote zenuwen                                                            | Grote of kleine handen vragen aanpassing van de techniek                                                   |
| Voldoende spierweefsel bij atrofiërende spieren                                                  | Prikaccident mogelijk bij het niet weghalen van de hand                                                    |
| Vanaf de leeftijd van 7 maanden is de spier ontwikkeld                                           | |
| Toegankelijk in 3 posities (zij-rug-buiklig)                                                     | |